# Acanthocreagris lanzai
Espèce
Synonymes
- Microcreagris lanzai Beier, 1961
- Acanthocreagris apuanica Callaini, 1986

Acanthocreagris lanzai est une espèce de pseudoscorpions de la famille des Neobisiidae.

## Distribution
Cette espèce est endémique d'Italie. Elle se rencontre en Toscane, en Ligurie et au Piémont.

## Systématique et taxinomie
Cette espèce a été décrite sous le protonyme Microcreagris lanzai par Beier en 1961. Elle est placée dans le genre Acanthocreagris par Mahnert en 1974. Acanthocreagris apuanica est placée en synonymie par Gardini en 1998.

## Publication originale
- Beier, 1961 : Höhlenpseudoscorpione aus der Toscana. Monitore Zoologico Italiano, vol. 68, p. 123-127.